# Belenski most
Belenski most (Беленски мост) je ločni most čez reko Jantra v severni Bolgariji, 1 km od mesta Bjala, katerega ime nosi. Velja za enega od vidnih dosežkov inženirstva in arhitekture bolgarskega narodnega preporoda.
Most je med letoma 1865 in 1867 zgradil bolgarski arhitekt in gradbeni mojster Kolju Fičeto po naročilu turškega državnika Midhat Paše, ko je bila Bolgarija del Osmanskega cesarstva. Medtem ko so ga bili drugi arhitekti pripravljeni zgraditi za 2 do 3 milijone grošev, ga je bil Kolju Fičeto pripravljen zgraditi za 700 tisoč. Ko so ga vprašali, naj potrdi to vsoto, je odgovoril, da bi mu Midhat paša lahko vzel glavo, če mu to ne bi uspelo za to vsoto. Tvegajoč svojo čast in življenje, je držal obljubo in s trudom in aktivnim sodelovanjem lokalnega prebivalstva v 2 letih zgradil most iz klesanega kamna iz apnenca in malte. Felix Kanitz o Kolju Fičetu pravi: »In ta skromni mož v plašču in plašču ne ve, da je s svojim Belenskim mostom zgradil največjo hidravlično zgradbo na Balkanskem polotoku zunaj Carigrada.«

## Opis
Most je bil zgrajen s pomočjo kovačev iz Gabrova, kamnosekov in tesarjev iz Trjavne in Drjanova ter prostovoljcev iz Bjale. Most je dolg 276 m in širok 9 m. Podpira ga 13 stebrov z vodnimi vrezi in reliefnimi nišami ter dva opornika. Ima 14 obokov z odprtino 12 m. Na njegovi sredini se dviga marmorna plošča z napisom v arabščini. Mojster je bil za svoj čas izjemno inovativen, saj je nosilne stebre in oboke okrasil s simboličnimi skulpturami in živalskimi reliefi. Med njimi izstopajo: lev, nimfa, grifon, labod.
Zgrajen je iz lokalnega apnenca in apnenčastega ometa.
Leta 1897 je med raziskovalnimi izkopavanji v konstrukciji prišla poplava in uničila osem lokov v srednjem delu mostu (približno 130 m). Med letoma 1922 in 1923 so jo prezidali z železobetonskimi podporniki in oboki, vendar prvotne podobe niso spremenili.
Most ni bil več primeren za sodobne avtomobile, zato je bil ob starem (okoli 40 m stran) zgrajen nov, ki omogoča promet.